# 悲しい期待
悲しい期待  （슬픈기대、スルプンキデ）は、オム・ジョンファ の2枚目のオリジナルアルバム。1996年1月にene mediaよりリリースされた。

## 解説
- 収録された「天だけが許した愛」は韓国内で彼女の人気を飛躍させた一曲。本人も気に入っているようで、現在でもライブ等の際には歌うことが多い。

## 収録曲
1. 愛の葛藤
2曲目の活動曲。
2. 天だけが許した愛
3曲目の活動曲。
3. 悲しい期待
最初の活動曲。
4. 因果応報
5. 密会
6. プリマドンナの愛
7. 最後の誘惑
8. 愛には国境もないことはない
9. 答え